# Olivares (Granada)
Olivares es una localidad y pedanía española perteneciente al municipio de Moclín, en la provincia de Granada. Está situada en el extremo oriental de la comarca de Loja. Cerca de esta localidad se encuentran los núcleos de Tiena, Moclín capital y Búcor.

## Demografía
Según el Instituto Nacional de Estadística de España, en el año 2023 Olivares contaba con 877 habitantes censados, lo que representa el 24,65% de la población total del municipio.

### Evolución de la población
| Gráfica de evolución demográfica de Olivares entre 2013 y 2023 |
|                                                                |
| Datos según el nomenclátor publicado por el INE.               |

## Comunicaciones

### Carreteras
La principal vía de comunicación que transcurre por esta localidad es:
| Identificador | Denominación                         | Itinerario       |
| ------------- | ------------------------------------ | ---------------- |
| GR-3413       | De GR-3408 a A-4076 (Cruce Colomera) | GR-3408 - A-4076 |

Algunas distancias entre Olivares y otras ciudades:
| Ciudades | Distancia (km) |
| -------- | -------------- |
| Moclín   | 8              |
| Granada  | 33             |
| Loja     | 51             |
| Jaén     | 79             |
| Almería  | 179            |
| Murcia   | 299            |

## Servicios

### Sanidad
Olivares cuenta con un consultorio médico de atención primaria situado en la plaza del Puente s/n, dependiente del distrito sanitario Metropolitano de Granada. El servicio de urgencias está en el centro de salud de Pinos Puente y el área hospitalaria de referencia es el Hospital Ruiz de Alda de Granada capital.

### Educación
El único centro educativo que hay en la localidad es:
| Denominación genérica                    | Nombre del centro          | Naturaleza | Dirección        |
| ---------------------------------------- | -------------------------- | ---------- | ---------------- |
| Colegio de educación infantil y primaria | CEIP Federico García Lorca | Público    | C/ Convento, s/n |

## Cultura

### Fiestas
Olivares celebra sus fiestas populares en torno al 13 de junio en honor a San Antonio de Padua, patrón del pueblo.
El 2 de febrero tiene lugar la fiesta de la Candelaria. Los jóvenes agrupan toda clase de maderas durante el mes de enero y en esa noche ven cómo todo su trabajo se convierte en cenizas. Con la quema también se dice que se purifican las almas de las personas que allí se encuentran.
El último fin de semana de abril se festeja la Virgen de la Cabeza. El sábado es el día principal de la fiesta, cuando todo el pueblo se une en una romería. El domingo se celebra una misa en honor a la Virgen de la Cabeza, en la que se la saca en procesión por todo el pueblo acompañada por una banda de música.
Por último, la Semana Cultural de Olivares se celebra durante toda una semana del mes de julio.